# Glipidiomorpha rufiterga
Glipidiomorpha rufiterga es una especie de coleóptero de la familia Mordellidae.

## Distribución geográfica
Habita en Yunnan, Xishuanbanna y Mengla en  (China).